# Pasifik Satelit Nusantara
PT Pasifik Satelit Nusantara é uma empresa da Indonésia de comunicação por satélite. Foi formada em 1991 e foi a primeira empresa de telecom por satélite da Indonésia.
Em 1995, uma colaboração foi iniciada para o que se tornaria o Aces (Asia Cellular Satellite system). Em 1998, um serviço baseado em WAN para clientes corporativos foi apresentado. Em 1996, tornou-se a primeira empresa indonésia a ser listada no NASDAQ.
Em 2019, a empresa lançou o Nusantara Satu, o primeiro satélite de banda larga da Indonésia que usa tecnologia de satélite de alto rendimento para uma maior capacidade de bada para prover largo acesso de serviços à todas as regiões da Indonésia.

## Satélites
| Satélite       | Fabricante                         | Data do lançamento      | Veículo de lançamento | Estado    | Nota |
| -------------- | ---------------------------------- | ----------------------- | --------------------- | --------- | --- |
| Palapa B2P     | Hughes                             | 20 de março de 1987     | Delta-3920            | Vendido   | Anteriormente denominado de Palapa B3 e Palapa B2P. O satélite foi adquirido pela PLDT para se tornar o primeiro satélite do sistema Mabuhay e foi renomeado para Aqila 1 |
| M2A            | Space Systems/Loral Alcatel Espace | Não foi lançado         | Delta-4M+             | Cancelado | [ 3 ] |
| Garuda 1       | Lockheed Martin                    | 12 de fevereiro de 2000 | Proton-K/Blok-DM3     | Ativo     | Também conhecido por ACeS 1 |
| Garuda 2       | Lockheed Martin                    | Não foi lançado         |                       | Cancelado | Também conhecido por ACeS 2 |
| PSN-5          | Aérospatiale                       | 18 de julho de 1998     | Longa Marcha 3B       | Inativo   | Anteriormente conhecido por Sinosat 1, Xinnuo 1, Intelsat APR1, ZX-5B e Chinasat 5B                                                                                       |
| Nusantara Satu | Space Systems/Loral                | 22 de fevereiro de 2019 | Falcon 9 Full Thrust  | Ativo     | [ 6 ] |